# Domkerk van Stavanger
De Domkerk van Stavanger (Noors: Stavanger domkirke) is de oudste bisschopskerk van Noorwegen. De dom staat in het centrum van Stavanger en is de zetelkerk van het lutherse bisdom Stavanger. Het gebouw werd aan de heilige Swithin gewijd, de patroonheilige van de stad.

## Geschiedenis
Het was de waarschijnlijk uit het Engelse Winchester afkomstige bisschop Reinald (± 1112–1135) die de eerste steen voor de kathedraal legde. Ongeveer in 1150 werd het gebouw voltooid en daarmee is de dom de oudste van alle domkerken in Noorwegen. Aan bisschop Reinald is het eveneens te danken dat de kerk in Anglo-Normandische stijl werd gebouwd. De bisschop zelf werd in 1135 opgehangen na een conflict met koning Harald.
Tegelijk met het verlenen van stadsrechten aan Stavanger in 1125 werd het bisdom Stavanger opgericht, dat ontstond na een afsplitsing van het bisdom Bergen. Stavanger werd in 1272 verwoest door een brand, waarbij ook de kathedraa zware schade leed. Onder bisschop Arne (1277–1303) volgde herbouw van het koor, nu in gotische stijl. De westtoren keerde niet terug. 
Volgens een lijst van bisschop Hoskuld Höskuldsson, de laatste katholieke bisschop voor de reformatie, bestond de kerkschat uit wel 36 relikwieën waaronder een relikwie van het Heilig Bloed. In 1682 besloot koning Christiaan V de bisschopszetel naar Kristiansand te verplaatsen.
Een storm in het midden van de 19e eeuw verwoestte delen van het dak. Bij de restauratie die volgde in 1860 verloor het exterieur van de domkerk haar middeleeuwse karakter door bepleistering van de muren. Tijdens de werkzaamheden werd een liturgisch gewaad op de zolder gevonden met een beeltenis van waarschijnlijk de heilige Swithin.
In 1925 volgde, 800 jaar na de eerste oprichting, de heroprichting van het bisdom Stavanger door koning Haakon VII.

## Beschrijving

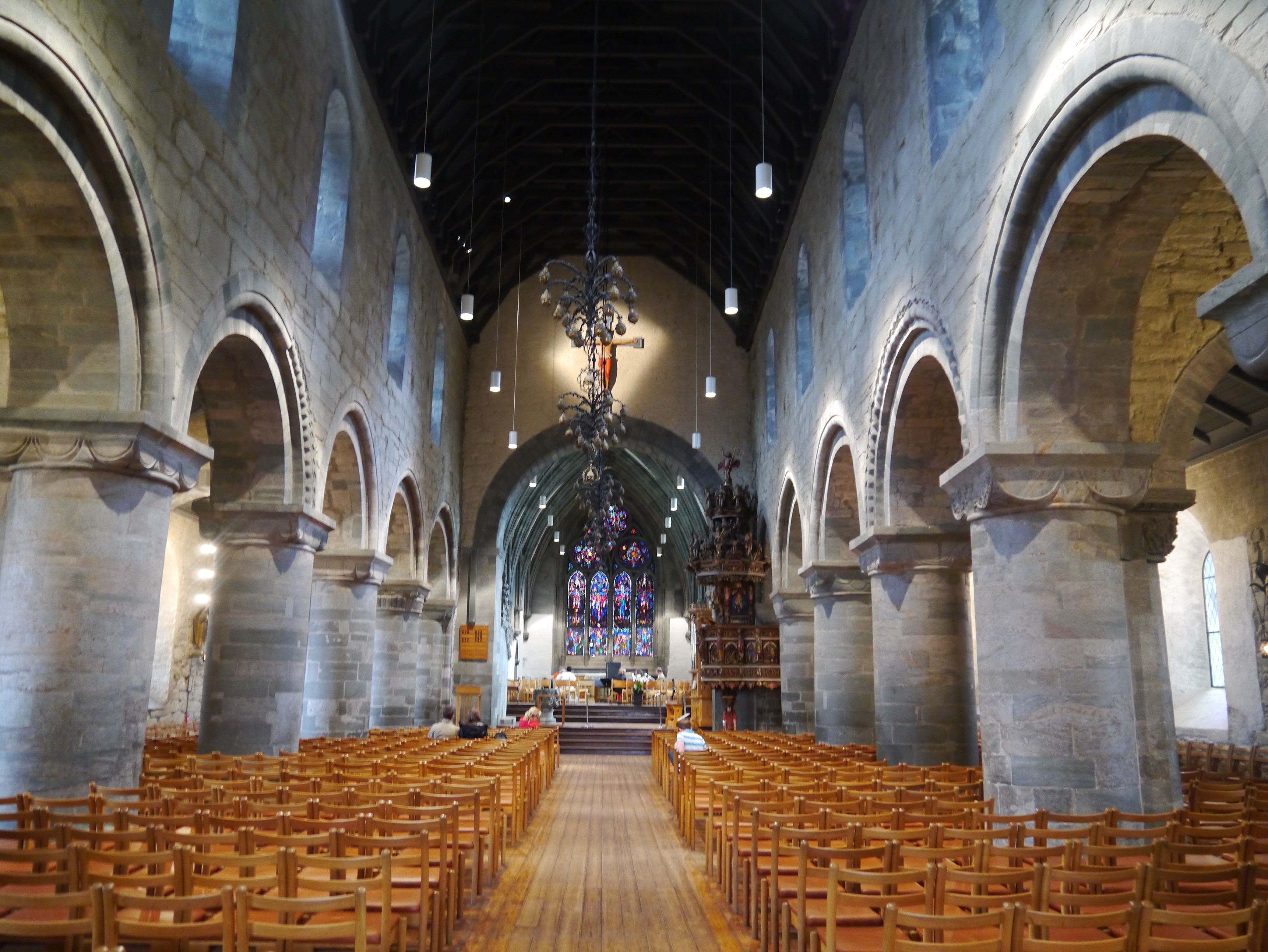
Interieur van de domkerk

Terwijl het middenschip nog romaans is, werd na de eerste brand het koor, het portaal en de voorhal in gotische stijl opgericht. Onder de voorhal werd bij opgravingen het fundament van een grote centrale toren gevonden. Waarschijnlijk werd de toren eerder dan het middenschip gebouwd en had het de functie van een wachttoren. Na de eerste brand werd de toren afgebroken en door de huidige voorhal vervangen. In de jaren 1920 werd er gesproken over de herbouw van de toren, maar het is er niet van gekomen. In de voorhal zijn een aantal grafmonumenten en epitafen, waaronder die van bisschop Botolf Asbjørnson (1355–1380). Boven de ingang bevindt zich sinds 1925 een klokkenspel; in 1997 werd het carillon met 27 klokken vergroot tot 49.
Tijdens de laatste grote restauratie in de jaren 1960 werd een standbeeld van de heilige Swithin van Stinius Frederiksen aan de oostzijde van het koor opgesteld. Het schip is als een basiliek gebouwd: het verhoogde middenschip wordt gescheiden door massieve romaanse zuilen gescheiden van de lagere zijbeuken. De afmetingen van het schip zijn 25,8 x 18 meter. Aan elke zijde zijn de zuilen over zes bogen met elkaar verbonden.
De kansel werd in 1658 kort voor de verplaatsing van het bisdom naar Kristiansand door Andrew Smith gebouwd. Het verving een kansel van Nils Olavson. Het gotische doopvont stamt uit de tijd tussen 1250 en 1300. Emanuel Vigeland ontwierp de kroonluchters. De gebrandschilderde ramen zijn jonger en werden pas tijdens de laatste restauratie in 1957 door Viktor Sparre gemaakt. In de zijschepen zijn er meer graven en epitafen.
Bij de ingang van de sacristie bevinden zich twee beelden van koning Magnus VI en koning Erik II. Beide hadden oorspronkelijk een baar, maar deze werden tijdens de restauratie in de jaren 1860 weggeschoren. Voorts bevinden zich in het koor een Deense Bijbel van Anders Lauritsen Smith, het portret van de superintendent Jørgen Erikson, een bokaal en schaal van Laurits Clausen (1608) en een gebrandschilderd raam van Viktor Sparre (1957). Aan weerszijden van het koor bevindt zich een toren.
In de crypte werden ongeveer 1.000 skeletten gevonden. Dit betekent dat er mogelijk vóór de huidige kathedraal al een andere kerk heeft gestaan. De crypte heeft van buitenaf een eigen toegang. In 1805 werden wegens de stank verdere bijzettingen in de crypte verboden. Tijdens de 19e-eeuwse restauratie werd ongeveer 100 kisten uit de crypte verwijderd.

## Orgel
Op een galerij tussen het kerkschip en het koor bevond zich vanaf 1622 een orgel. In de jaren 1860 werd die galerij gesloopt. Het huidige orgel werd in 1991 door orgelmakerij Reil uit Heerde gebouwd. Hierbij werd ouder pijpmateriaal van het orgel uit 1941 van de Deense orgelbouwer Frobenius Orgelbyggeri hergebruikt. Het instrument heeft tegenwoordig 51 registers op drie manualen en pedaal. De dispositie is als volgt:  
| Hoofdwerk (II) |                 |                    |
| 1.             | Praestant       | 16′ discant dubbel |
| 2.             | Octaaf          | 8′ discant dubbel  |
| 3.             | Baarpijp        | 8′                 |
| 4.             | Quintfluit      | 6′                 |
| 5.             | Octaaf          | 4′ discant dubbel  |
| 6.             | Spitsfluit      | 4′                 |
| 7.             | Terts           | 31/3′              |
| 8.             | Quint           | 3′                 |
| 9.             | Octaaf          | 2′                 |
| 10.            | Mixtuur VI-VIII | 2′                 |
| 11.            | Cymbel III      |                    |
| 12.            | Trompet         | 16′                |
| 13.            | Trompet         | 8′                 |
| 14.            | Vox humana      | 8′                 |

| Rugwerk (I) |                |                   |
| 15.         | Praestant      | 8′ discant dubbel |
| 16.         | Gedekt         | 8′                |
| 17.         | Quintadeen     | 8′                |
| 18.         | Cornet V       |                   |
| 19.         | Octaaf         | 4′                |
| 20.         | Roerfluit      | 4′                |
| 21.         | Nasard         | 3′                |
| 22.         | Octaaf         | 2′                |
| 23.         | Woudfluit      | 2′                |
| 24.         | Terts IV       | 5′                |
| 25.         | Sesquialter II |                   |
| 26.         | Mixtur V–VII   |                   |
| 27.         | Fagot          | 16′               |
| 28.         | Trompet        | 8′                |
| 29.         | Dulciaan       | 8′                |

| Onderpositief (III) |                |    |
| 30.                 | Principaal     | 8′ |
| 31.                 | Gedekt Fluit   | 8′ |
| 32.                 | Viola di Gamba | 8′ |
| 33.                 | Flute Travers  | 8′ |
| 34.                 | Unda Maris     | 8′ |
| 35.                 | Octaaf         | 4′ |
| 36.                 | Open Fluit     | 4′ |
| 37.                 | Nachthoorn     | 2′ |
| 38.                 | Flageolet      |    |
| 39.                 | Trompet        | 8′ |
| 40.                 | Hobo           | 8′ |
| 41.                 | Cornet IV      |    |
|                     | Tremulant      |    |

| Pedaal |            |     |
| 42.    | Praestant  | 16′ |
| 43.    | Subbas     | 16′ |
| 44.    | Octaaf     | 8′  |
| 45.    | Gedekt     | 8′  |
| 46.    | Octaaf     | 4′  |
| 47.    | Mixtuur VI | 4′  |
| 48.    | Bazuin     | 16′ |
| 49.    | Dulciaan   | 16′ |
| 50.    | Trompet    | 8′  |
| 51.    | Cink       | 2′  |

- Koppels: II/I, III/I, III/II, I/P, II/P, III/P

## Afbeeldingen

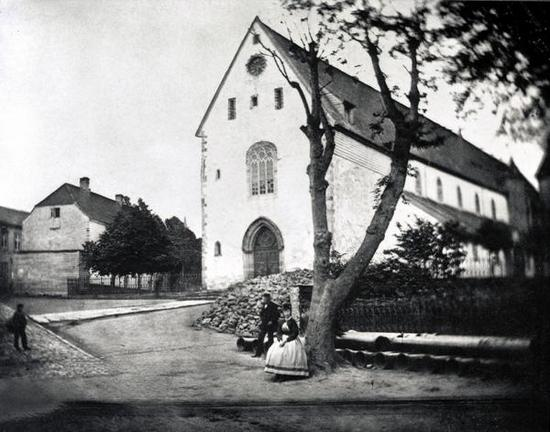
De domkerk op een historische afbeelding (1865)
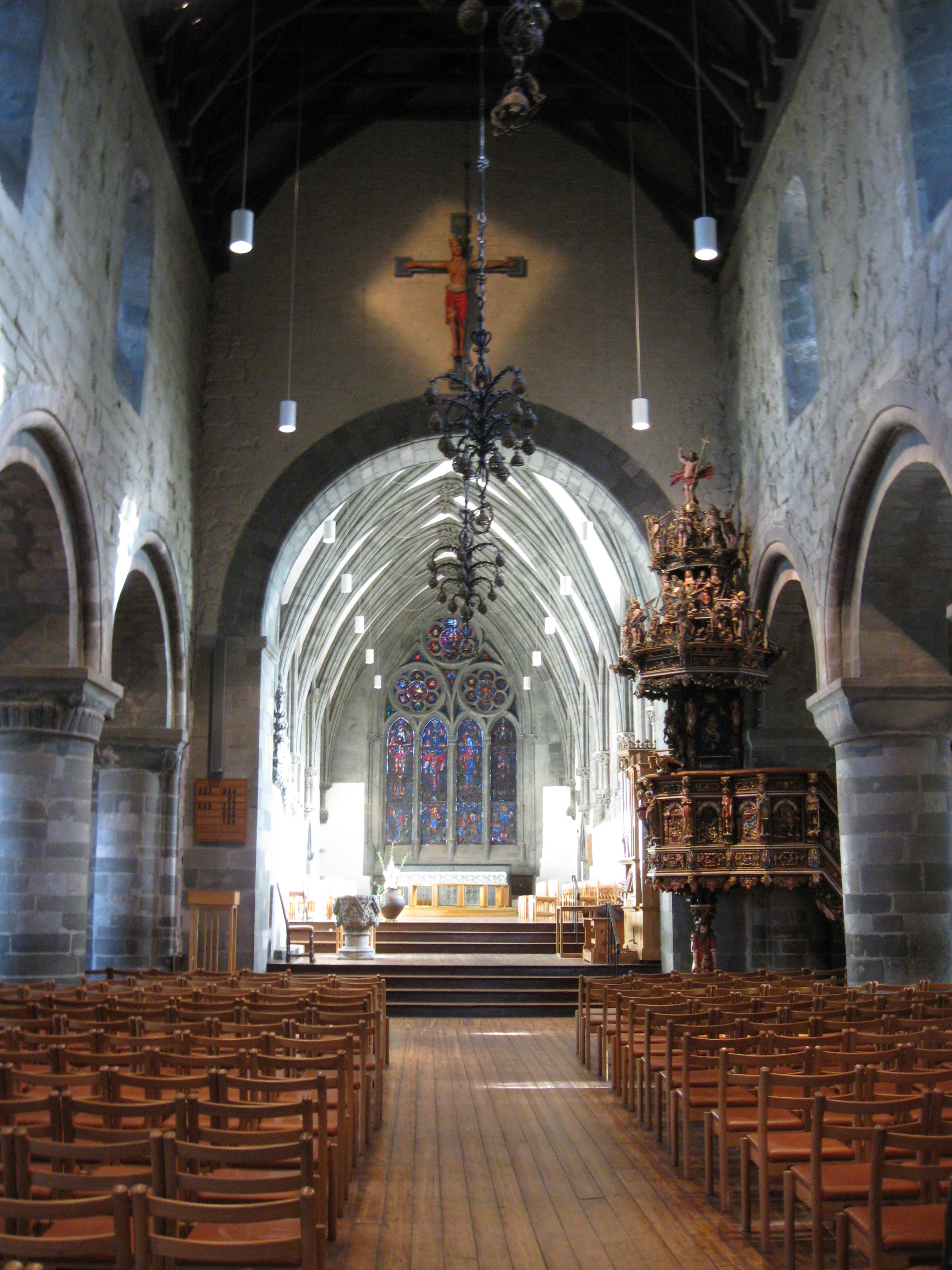
Koor
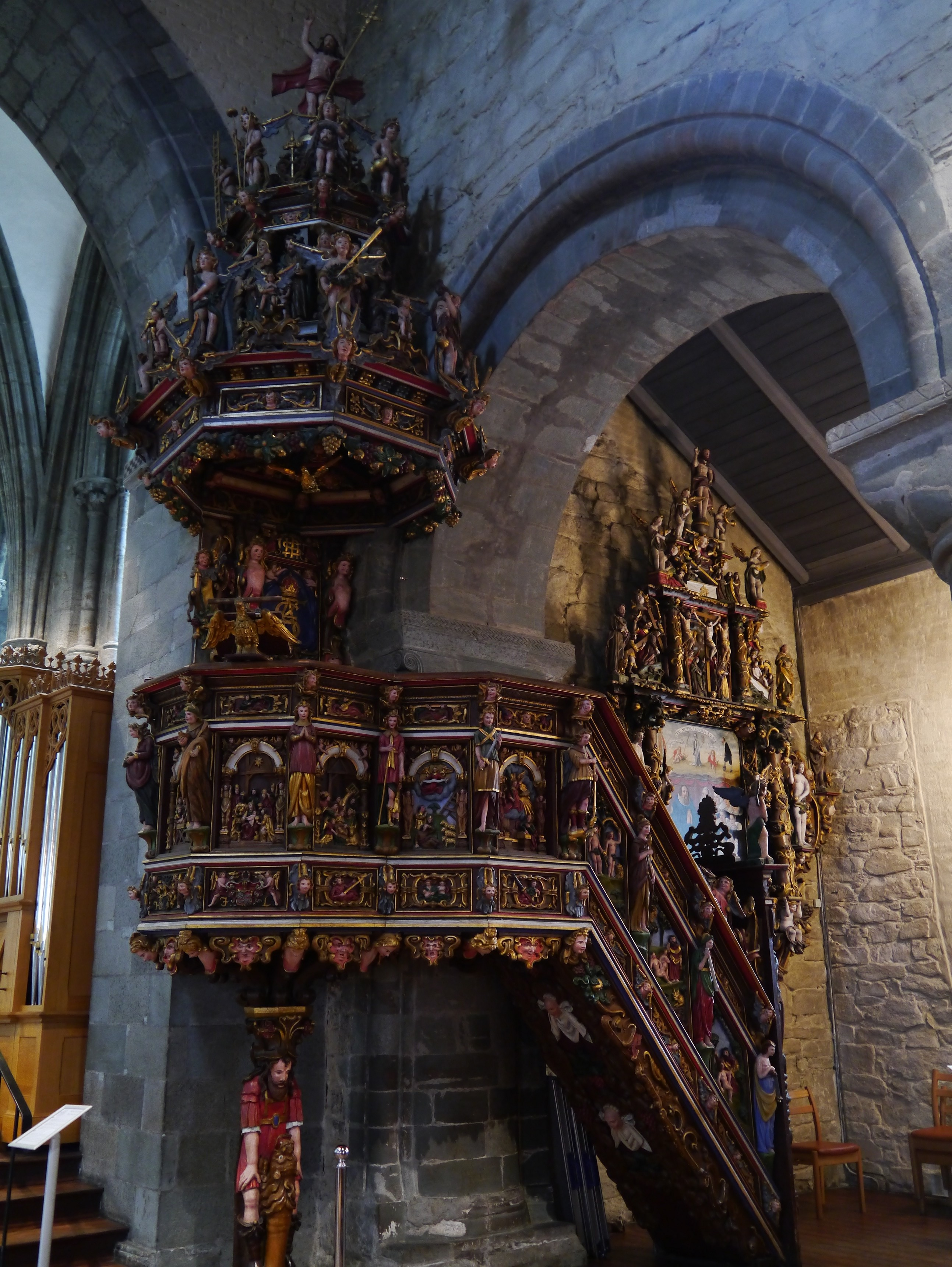
Kansel
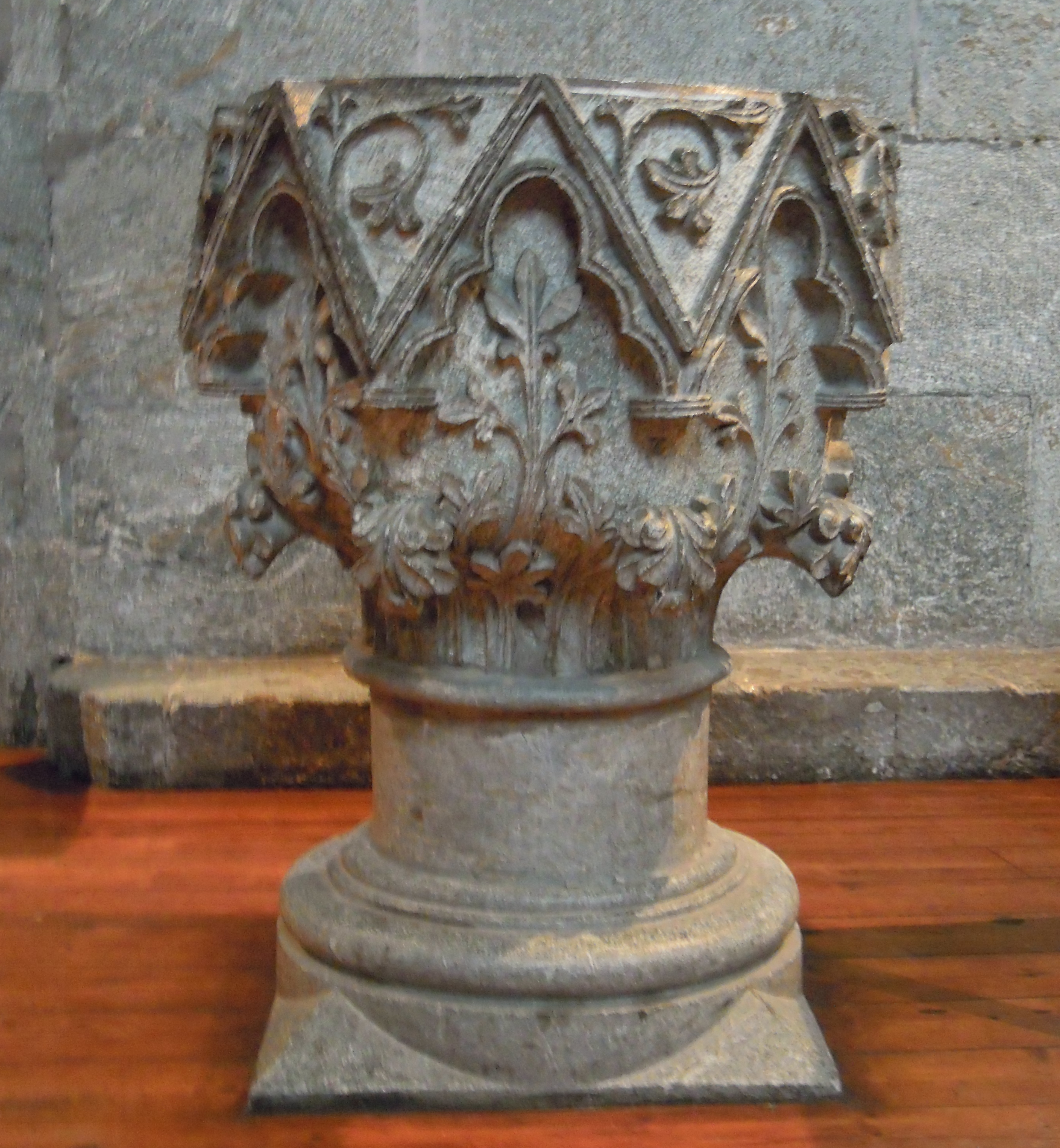
Doopvont